# 嘉義市嘉興宮
23°28′22″N 120°26′53″E / 23.472674°N 120.448003°E
嘉義市嘉興宮，是位於臺灣嘉義市西區導明里的王爺廟，為導明、育英里的庄廟。

## 沿革
建廟源由是地方不安寧，居民在1951年迎請嘉義慈濟宮吳府千歲神像坐鎮，後眾議乃募建宮廟在民生南路33巷安奉。1960年正式建廟，1990年完成重建。
2007年，民生南路33巷將拓寬8公尺，廟身必須遷移。若重建新廟需花費千萬元，管委會決議在原廟地約20公尺處購置空地作遷移，並從坐東朝西改為坐北向南。遷移前廟地約33坪，遷移後地坪數約35坪。3月18日，數百人合力將嘉興宮基座拉移，市長黃敏惠、議長蔡貴絲、立委江義雄、莊和子、前內政部長張博雅及多位市議員、里長參加。10月26日舉行入火安座祈安大典，黃敏惠、蔡貴絲、莊和子與會。

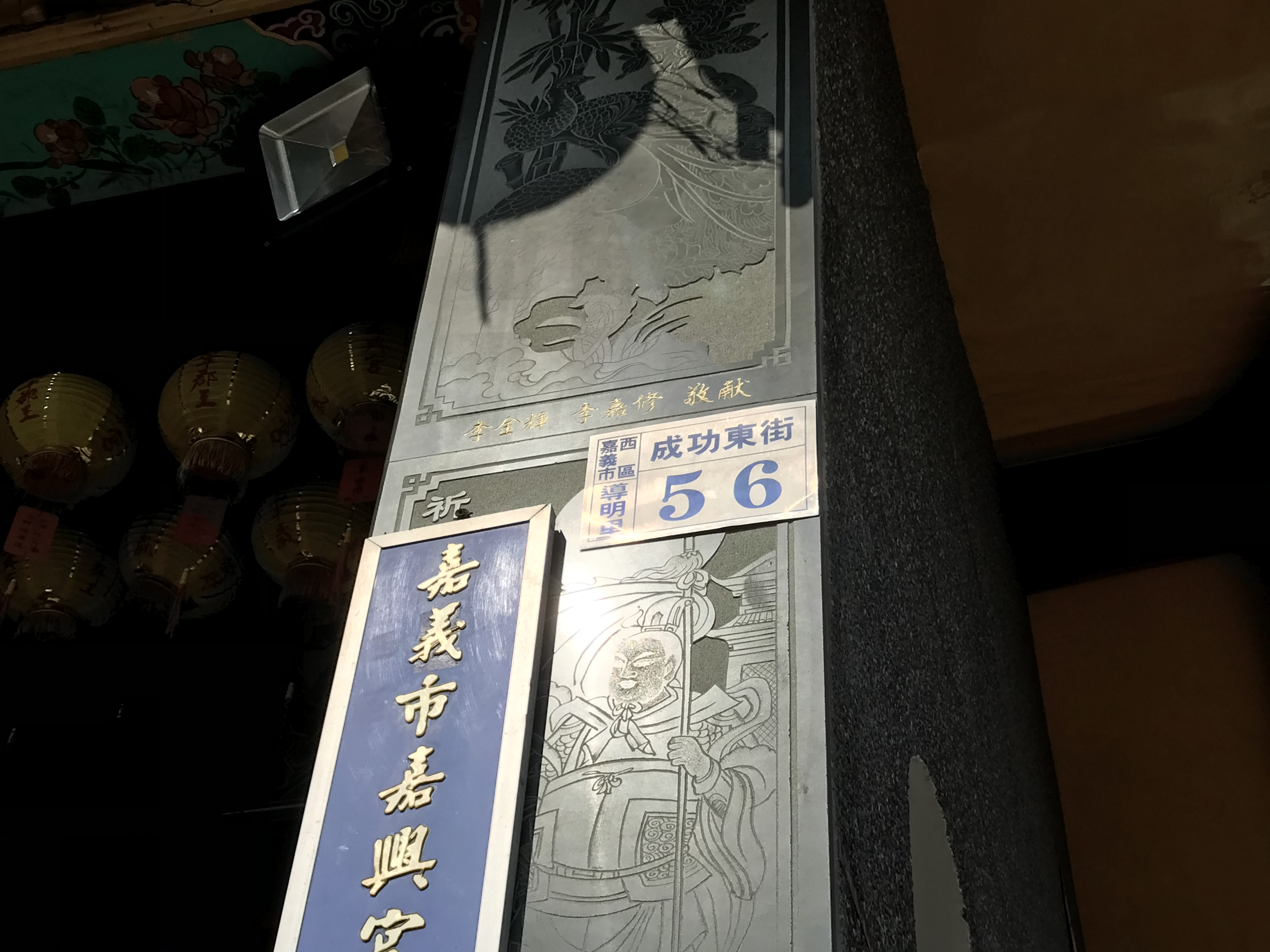
門牌

2019年10月3日，廟史沿革碑揭牌儀式，黃敏惠再以市長身分到場參拜。

## 祭祀
嘉義慈濟宮祭祀圈可分為七個境，其中玉川境（導明里、育英里一帶）以嘉興宮為信仰中心，即嘉興宮為華明、導民、育英這三的庄廟。
嘉興宮主神為五府千歲，唯登記時為符合政策規定，改以鄭成功名義登記作主神。廟方前後主委林峰輝、吳樹根都曾表示此廟為嘉義市唯一祭拜鄭成功的廟宇。